# Diksjön
Diksjön är en sjö i Motala kommun i Östergötland och ingår i Motala ströms huvudavrinningsområde. Sjön har en area på 0,0656 kvadratkilometer och ligger 100,9 meter över havet.

## Delavrinningsområde
Diksjön ingår i det delavrinningsområde (650249-146608) som SMHI kallar för Utloppet av Stråken. Medelhöjden är 99 meter över havet och ytan är 53,38 kvadratkilometer. Räknas de 7 avrinningsområdena uppströms in blir den ackumulerade arean 145,99 kvadratkilometer. Hällestadsån (Storån) som avvattnar avrinningsområdet har biflödesordning 2, vilket innebär att vattnet flödar genom totalt 2 vattendrag innan det når havet efter 84 kilometer. Avrinningsområdet består mestadels av skog (72 procent). Avrinningsområdet har 4,39 kvadratkilometer vattenytor vilket ger det en sjöprocent på 8,2 procent.